# Trijntje Oosterhuis

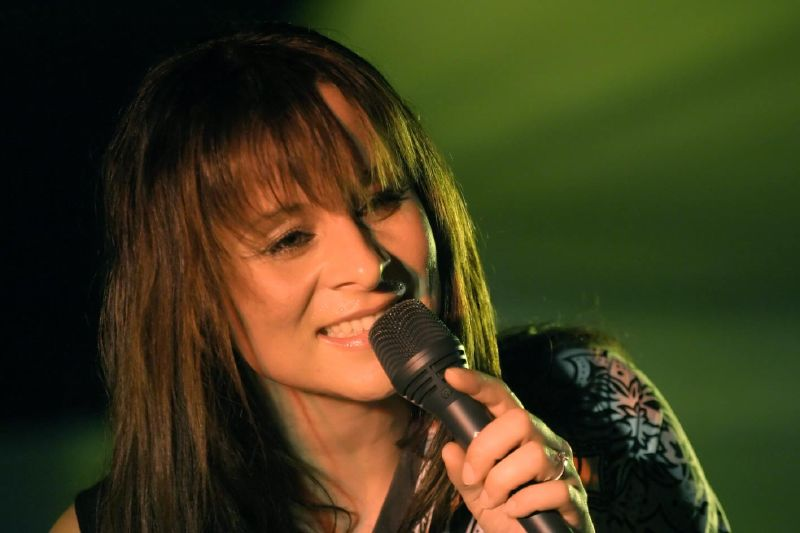
Trijntje Oosterhuis (2008)

Judith Katrijntje „Trijntje“ Oosterhuis (* 5. Februar 1973 in Amsterdam) ist eine niederländische Jazz- und Popsängerin.

## Leben und Wirken
Oosterhuis ist die Tochter des Theologen, Dichters und früheren katholischen Priesters Huub Oosterhuis (1933–2023) und der Violinistin Jozefien Melief vom Amsterdamer Promenadenorchester.
1990 bildete sie mit ihrem Bruder Tjeerd Oosterhuis (* 1971) die Band Total Touch und nahm am niederländischen Nachwuchswettbewerb Grote Prijs van Nederland teil. 1994 arbeitete sie mit Candy Dulfer zusammen und begleitete diese zwei Jahre lang weltweit auf Tourneen. 1995 hatte sie mit der Band Total Touch großen Erfolg in den Niederlanden mit dem Debütalbum Total Touch von 1996 und dem Nachfolgealbum This Way. 1996 sang sie bei der Eröffnung der Amsterdam Arena (De Zee). Die Band löste sich 2001 auf und Trijntje Oosterhuis verfolgte eine Solokarriere. Schon vorher hatte sie sich mehrfach dem Jazz zugewandt und sang u. a. auf dem North Sea Jazz Festival 2000 mit Al Jarreau und in Begleitung des Pianisten Michiel Borstlap, der auch später ebenso wie der Gitarrist Leonardo Amuedo ihr Begleiter war. Ihr Jazz-Album Strange Fruit von 2004 mit Song-Repertoire von Billie Holiday und George Gershwin bei Blue Note Records erreichte Platz zwei in den Niederlanden. Das Album verschaffte ihr über die Niederlande hinaus Beachtung und auch das Album The Look of Love von 2006 mit Titeln von Burt Bacharach, der auch begleitete, erreichte Platz eins der niederländischen Album-Charts. Es folgte eine Tournee zum Album mit dem Metropole Orkest. Mit Bacharach arbeitete sie auch bei einem zweiten Album zusammen und begleitete diesen auf einer Japan-Tournee. Seit 2002 hat sie einen Plattenvertrag mit EMI.
Im Halbfinale des Eurovision Song Contest 2015 am 19. Mai 2015 vertrat Oosterhuis die Niederlande mit dem Song Walk Along, qualifizierte sich jedoch unter den 16 Teilnehmern nicht für das Finale. Des Weiteren wurde sie zwei Wochen nach dem Wettbewerb von der niederländische eurovisionhouse-Website mit dem Barbara-Dex-Award für das schlechteste Kostüm des Wettbewerbs ausgezeichnet.
Oosterhuis sang unter anderem mit Lionel Richie auf dem Symphonica-in-Rosso-Konzert in Arnhem 2008 (Duett Face in the Crowd, auch auf dem Album Just Go von Richie 2009), mit Bobby McFerrin im Concertgebouw 2004, mit Toots Thielemans im Concertgebouw 2002 (begleitet vom Jazzorchester des Concertgebouw) und mehrfach auf dem North Sea Jazz Festival, etwa 1999 mit Herbie Hancock. 2002 sang sie mit Queen am Koninginnedag in Amsterdam auf dem Museumplein.
Oosterhuis hat zwei Söhne (2004, 2006) und eine Tochter (2015).

## Preise und Auszeichnungen
2004 erhielt sie die Gouden Harp (dt.: Goldene Harfe), nachdem sie schon 1997 als bestes Nachwuchstalent die Silberne Harfe gewonnen hatte. 2008 erhielt sie den Edison Jazz Award als Vokalkünstler für Who’ll Speak for Love.

## Diskografie
Studioalben

| Jahr | Titel                                                             | Höchstplatzierung, Gesamtwochen, AuszeichnungChartsChartplatzierungen (Jahr, Titel, Platzierungen, Wochen, Auszeichnungen, Anmerkungen) | Anmerkungen                                                         |
| Jahr | Titel                                                             | NL | Anmerkungen                                                         |
| ---- | ----------------------------------------------------------------- | --- | ------------------------------------------------------------------- |
| 1999 | For Once in My Life – Songs of Stevie Wonder – Live               | NL— GoldNL | Ariola                                                              |
| 2004 | Strange Fruit – Live with Amsterdam Sinfonietta and The Houdini’s | NL2 Platin · (54 Wo.)NL | Blue Note                                                           |
| 2005 | See You As I Do                                                   | NL5 Gold · (30 Wo.)NL | Capitol Records                                                     |
| 2006 | The Look of Love – Burt Bacharach Songbook                        | NL1 ×2Doppelplatin · (64 Wo.)NL | mit dem Metropole Orchestra, Blue Note                              |
| 2007 | Who’ll Speak for Love – Burt Bacharach Songbook II                | NL2 ×2Doppelplatin · (36 Wo.)NL | mit dem Metropole Orchestra, Blue Note                              |
| 2008 | Ken je mij                                                        | NL8 (34 Wo.)NL | Blue Note                                                           |
| 2009 | Best of Burt Bacharach Live                                       | NL52 (13 Wo.)NL | mit dem Metropole Orchestra, dirigiert von Vince Mendoza, Blue Note |
| 2009 | Never Can Say Goodbye                                             | NL2 Gold · (12 Wo.)NL | mit Leonardo Amuedo, Blue Note                                      |
| 2010 | This Is the Season                                                | NL2 Platin · (6 Wo.)NL | Blue Note                                                           |
| 2011 | Sundays in New York                                               | NL22 (10 Wo.)NL | mit The Clayton-Hamilton Jazz Orchestra, Blue Note                  |
| 2012 | Wrecks We Adore                                                   | NL1 Gold · (49 Wo.)NL | EMI                                                                 |
| 2015 | Walk Along                                                        | NL6 (6 Wo.)NL |                                                                     |
| 2017 | Leven van de liefde                                               | NL7 (9 Wo.)NL |                                                                     |
| 2018 | Mensen veel geluk – Liedjes van haar vader Huub Oosterhuis        | NL11 (5 Wo.)NL |                                                                     |
| 2019 | Dit is voor mij                                                   | NL6 (2 Wo.)NL |                                                                     |
| 2020 | Wonderful Christmastime                                           | NL16 (5 Wo.)NL | mit dem Jazz Orchestra of the Concertgebouw                         |
| 2021 | Everchanging Times – Burt Bacharach Songbook III                  | NL42 (1 Wo.)NL | mit dem Metropole Orchestra                                         |